# Papiermühle (Presseck)
Papiermühle ist ein Gemeindeteil des Marktes Presseck im Landkreis Kulmbach (Oberfranken, Bayern). Papiermühle liegt in der Gemarkung Wildenstein.

## Geografie
Die Einöde liegt im Tal des Schlackenmühlbachs, einem rechten Zufluss des Großen Rehbachs, und am Pfarrbächlein, der als linker Zufluss in den Schlackenmühlbach mündet. Ein Wirtschaftsweg führt nach Schlopp (0,5 km westlich), das am Südhang des Tannenknocks (594 m ü. NHN) liegt.

## Geschichte
Gegen Ende des 18. Jahrhunderts bestand Papiermühle aus einem Anwesen. Die Herrschaft Wildenstein hatte das Hochgericht sowie die Grundherrschaft über die Papiermühle.
Mit dem Gemeindeedikt wurde Papiermühle dem 1808 gebildeten Steuerdistrikt Schwand und der im selben Jahr gebildeten Ruralgemeinde Schwand zugewiesen. 1818 wurde Papiermühle dem Steuerdistrikt Presseck und der neu gebildeten Ruralgemeinde Wildenstein überwiesen. Am 1. Januar 1974 wurde Papiermühle im Rahmen der Gebietsreform in die Gemeinde Presseck eingegliedert.

### Einwohnerentwicklung
| Jahr      | 001818 | 001861 | 001871 | 001885 | 001900 | 001925 | 001950 | 001961 | 001970 | 001987 |
| Einwohner |        | 23     | 22     | 17     | 3      | 14     | 11     | 4      | 3      | 0      |
| Häuser    | 2      |        |        | 2      | 2      | 2      | 2      | 3      |        | 1      |
| Quelle    | [ 6 ]  | [ 9 ]  | [ 10 ] | [ 11 ] | [ 12 ] | [ 13 ] | [ 14 ] | [ 15 ] | [ 16 ] | [ 1 ]  |

## Religion
Papiermühle ist evangelisch-lutherisch geprägt und nach Heilige Dreifaltigkeit (Presseck) gepfarrt.